# Шульце, Свенья
Све́нья Шу́льце (нем. Svenja Schulze; род. 29 сентября 1968, Дюссельдорф) — немецкий политический и государственный деятель, член Социал-демократической партии Германии, министр экономического сотрудничества и развития (2021—2025), министр экологии, охраны природы, строительства и безопасности ядерных реакторов (2018—2021).

## Биография
В 1988 году окончила гимназию округа Норф в Нойсе, затем изучала германистику и политологию в Рурском университете, где в 1996 году окончила магистратуру, защитив работу по произведениям Франка Ведекинда «Весеннее пробуждение» (Frühlingserwachen) и «Музыка» (Musik). В 1988—1989 годах возглавляла в университете общестуденческий комитет, в 1993—1997 годах являлась председателем организации молодых социалистов Северного Рейна-Вестфалии, а в 1996 году вошла в земельное правление СДПГ.
С 1997 по 2000 и с 2004 по 2018 год — депутат Ландтага Северного Рейна-Вестфалии. С 2010 по 2017 год — земельный министр науки.
14 марта 2018 года при формировании четвёртого правительства Меркель получила портфель министра экологии, охраны природы, строительства и безопасности ядерных реакторов.
8 декабря 2021 года приведено к присяге правительство Олафа Шольца, в котором Шульце получила портфель министра экономического сотрудничества и развития.